# گورنژی شیروواچ
گورنژی شیروواچ (به لاتین: Gornji Žirovac) یک منطقهٔ مسکونی در کرواسی است که در شهرستان سیساک-موسلاوینا واقع شده‌است. گورنژی شیروواچ ۱۹ نفر جمعیت دارد.